# Сан-Бенедиту-ду-Сул
Сан-Бенедиту-ду-Сул (порт. São Benedito do Sul) — муниципалитет в Бразилии, входит в штат Пернамбуку. Составная часть мезорегиона Мата-Пернамбукана. Входит в экономико-статистический микрорегион Мата-Меридиунал-Пернамбукана.